# Jack Jamil

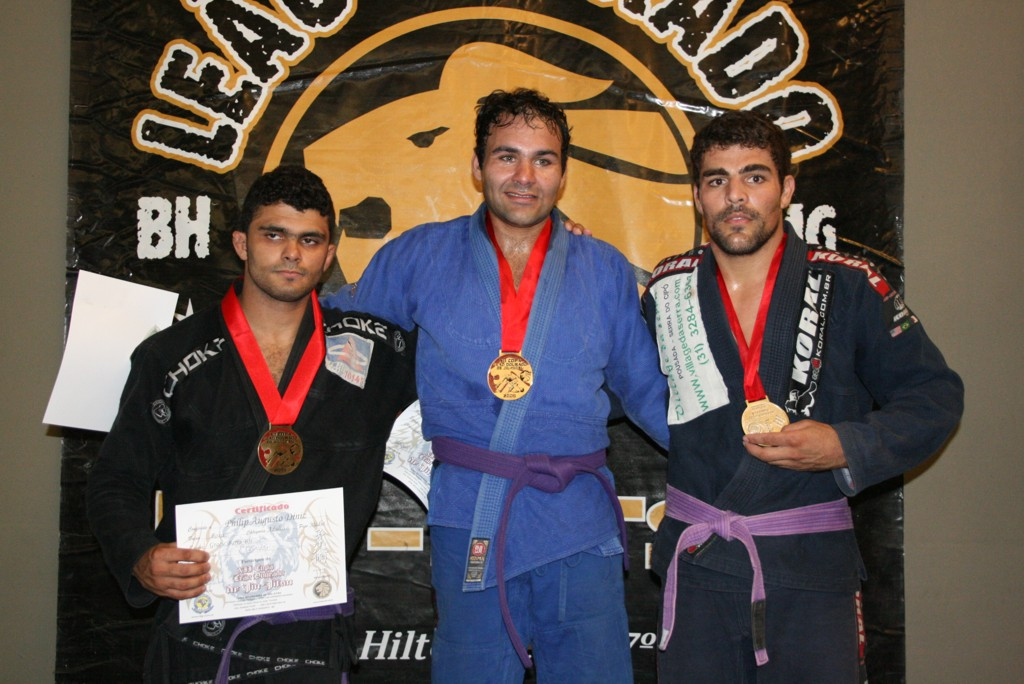
Jamil (centro), no podium da XII Copa Leão Dourado de Jiu-Jitsu (faixa roxa, peso médio).

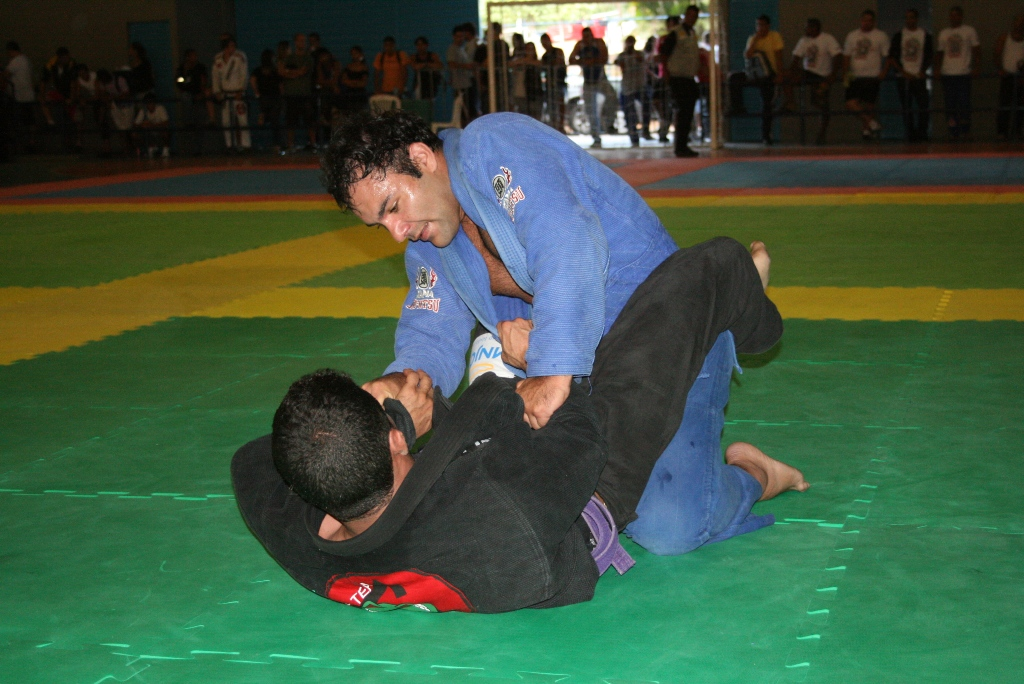
Jack Jamil (azul) e Phillip Diniz (preto) na semifinal da categoria faixa roxa peso médio da XII Copa Leão Dourado de Jiu-Jitsu.

Jack Jamil Daouly (Corumbá, ) é um lutador de judô e jiu-jitsu brasileiro.
Em 2004 foi convocado para a Seleção Brasileira de Judô pelo técnico Luiz Shinohara, para substituir Luiz Francisco Camilo na disputa do Campeonato Sul-Americano de Judô, na categoria peso leve. Em 24 de outubro, Jack Jamil conquistou o ouro no Campeonato Sul-Americano de Judô.
Em outubro de 2006 foi campeão do V Troféu Brasil Interclubes de Judô realizado no ginásio do Esporte Clube Pinheiros, em São Paulo. O judoca venceu Luiz Francisco Camilo na final, por ippon, faltando pouco mais de um minuto para o fim da luta.
Em 2009 foi campeão da XII Copa Leão Dourado de Jiu-Jitsu (categoria faixa roxa, peso médio), realizada em Belo Horizonte, Minas Gerais.
2016 - Campeão mundial de veteranos na categoria M2 de 35 á 39 anos de idade no peso meio médio até 81kg disputado nos EUA na Flórida.

## Títulos
- 2004 - Campeonato Brasileiro de Judô (categoria sênior/peso leve) [6]
- 2004 - Campeonato Sul-Americano de Judô [2]
- 2006 - Campeonato Mineiro de Judô (categoria sênior/peso leve) [7]
- 2006 - V Troféu Brasil Interclubes de Judô [5]
- 2009 - XII Copa Leão Dourado de Jiu-Jitsu (categoria faixa roxa, peso médio)
- 2016 - Capeão mundial de veteranos na categoria M2 de 35 á 39 anos de idade no peso meio médio até 81kg disputado nos EUA na Flórida.